# غاز تشابليجن
غاز تشابليجن 
(بالإنجليزية: Chaplygin gas)‏
الذي يحدث في نظريات معينة لـعلم الكون الفيزيائي، هو مادة افتراضية يفي بـمعادلة الحالة الغريبة في شكل
{\displaystyle p=-A/\rho ^{\alpha }}
حيث أن {\displaystyle p}هو الضغط، و {\displaystyle \rho } هي الكثافة، مع {\displaystyle \alpha =1} و {\displaystyle A} ثابت موجب. وقد تمت تسمية هذه المادة على اسم سيرجي تشابليجن (Sergey Chaplygin).
في بعض النماذج، يُعمم اسم غاز تشابليجن، حيث أن {\displaystyle \alpha } هي مُعلم من الممكن أخذه عند القيم {\displaystyle 0<\alpha \leq 1}.